# Schah Ruch (Afscharide)

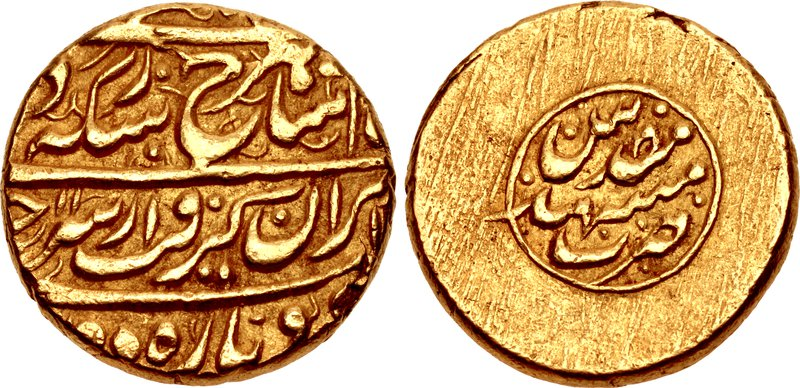
Unter Schah-Ruch Afschar geprägte Münzen

Schah-Ruch (persisch شاهرخ, DMG Šāh-Ruḫ, * um 1730; † 1796) war der vorletzte König aus der Dynastie der Afschariden. Er regierte zwischen 1748 und 1796 dreimal, zuletzt zeitweise als Marionette der afghanischen Durrani-Herrscher.
Schah-Ruch war der Sohn Reza Gholi Mirzas und Fatima Begums und damit ein Enkel Nadir Schahs; Mütterlicherseits stammte er von den Safawiden ab. Nach dem Sieg über seinen Großonkel Ebrāhim Schah Afschār, der nur kurz vorher seinen eigenen Bruder Adil Schah abgesetzt hatte, wurde Schah-Ruch 1749 neuer Schah und machte Maschhad zur Hauptstadt des Reiches. Sein vierter Sohn Nadir Mirza wurde zum Prinzen Chorasans.
Schah-Ruch war ein Zeitgenosse des Safawiden-Abkömmlings Mir Sayyid Muhammad, der ihn durch Adlige ermutigt 1749 stürzte und als Sulaiman II. den Thron bestieg. Schah-Ruch wurde gefangen genommen und geblendet.
1749 begann in Täbris ein Gefolgsmann Nadir Schahs namens Azad Chan Afghan eine Unabhängigkeitsbewegung, die die alte Provinz Atropatene vom Reich abtrennte, während östlich von ihm die Kadscharen unter Mohammad Hassan Khan die Region Mazandaran übernahmen. Das Reich drohte noch weiter zu zersplittern.
Noch 1750 wurde Sulaiman II. selbst gefangen genommen und durch Anhänger Schah-Ruchs geblendet. Daraufhin wurde der Afscharide wieder als Schah eingesetzt. Als 1760 Karim Khan-e Zand die Kontrolle des persischen Reiches übernahm, ließ er Schah-Ruch aus Respekt vor dessen Großvater Nadir Schah zwar an der Macht, doch beherrschte dieser nur noch die Provinz Chorasan. 1796 eroberte Aga Mohammed Khan Chorasan und folterte Schah-Ruch zu Tode, um an die Schätze Nadir Schahs zu gelangen.
| Vorgänger             | Amt                                                          | Nachfolger                   |
| --------------------- | ------------------------------------------------------------ | ---------------------------- |
| Ebrāhim Schah Afschār | Schah von Persien (1. Mal) 1748–1749                         | Sulaiman II.                 |
| Ebrahim Schah Afschar | Herrscher von Aserbaidschan (als Teil von Persien) 1748–1749 | Azad Khan Afghan             |
| Ebrahim Schah Afschar | Herrscher von Mazandaran (als Teil von Persien) 1748–1749    | Mohammad Hasan Khan Kadschar |
| Suleiman III.         | Schah von Persien (2. Mal) 1750–1760                         | Karim Khan-e Zand            |
| Sulaiman II.          | Herrscher von Chorasan 1750–1796                             | Aga Mohammed Khan            |